# Japaninstitut Berlin

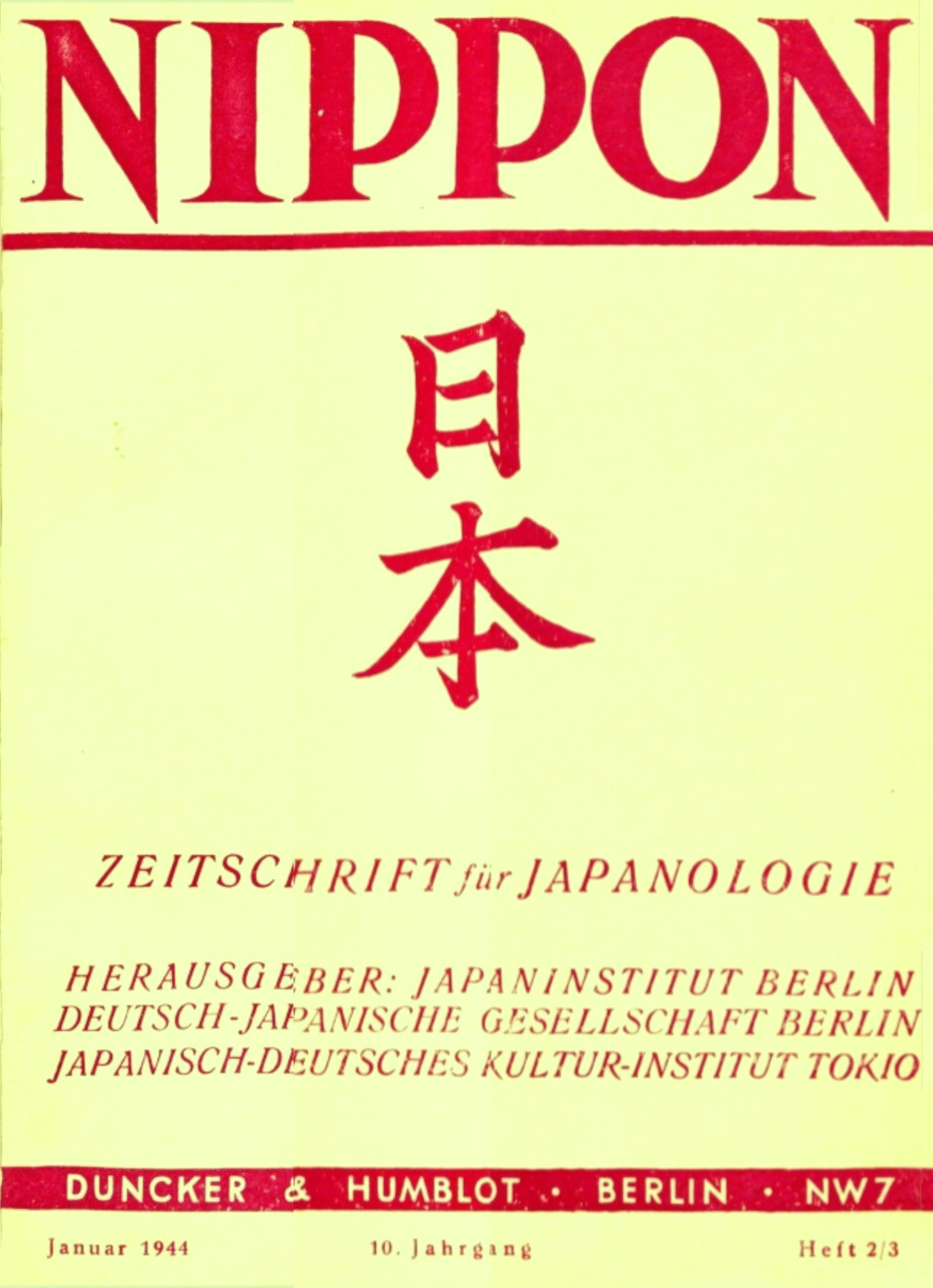
Zeitschrift Nippon

Das Japaninstitut (seinerzeit Japan-Institut) in Berlin wurde auf Anregung des ehemaligen Botschafter in Japan, Wilhelm Solf, mit der Unterstützung von Fritz Haber und unter starker Einflussnahme des eigens aus Japan entsandten Philosophen Kanokogi Kazunobu am 8. Mai 1925 in Berlin als „Institut zur wechselseitigen Kenntnis des geistigen Lebens und der öffentlichen Einrichtungen in Deutschland und Japan (Japan-Institut) e. V.“ gegründet und im Dezember 1926 mit Unterstützung Adolf von Harnacks in den Räumen der Kaiser-Wilhelm-Gesellschaft im Berliner Schloss eröffnet. Dies war das erste eigenständige Japaninstitut der westlichen Welt.

## Die Aufgaben
Im § 2 wie folgt spezifiziert: „Der Zweck des Instituts soll in erster Linie auf folgendem Weg erreicht werden:
1. durch Förderung aller Spezialwissenschaften, die sich auf Japan beziehen,
2. durch Veröffentlichungen des Instituts,
3. durch Nachweisung geeigneter Literatur an Interessenten,
4. durch Übersetzung dieser Literatur,
5. durch persönliche Auskunftserteilung.

Ausgeschlossen ist jede politische und wirtschaftliche Tätigkeit.“

## Das Institut
Das Institut wurde vom Deutschen Reich finanziert und von einem Japaner und einem Deutschen gemeinschaftlich geleitet. Zunächst übernahmen Kanokogi und der Japanologe Friedrich Max Trautz diese Aufgabe. Als dieser nach Japan zurückkehrte, trat Kuroda Genji dessen Posten an. Die Bibliothek mit japanischen und westlichen Werken  stand auch der Allgemeinheit zur Verfügung.
1927 wurde in Tōkyō ein Parallelinstitut, das Japanisch-Deutsche Kulturinstitut (Nichi-doku bunka kyōkai) von der japanischen Regierung gegründet. Eigentlich sollte man sich dort vorwiegend der Erforschung Deutschlands widmen, doch verschob sich auch hier der Schwerpunkt bald auf japanologische Probleme.
Ab 1935 gaben beide Institute gemeinsam die Zeitschrift „Nippon. Zeitschrift für Japanologie“ heraus. Sie wurde im Verlag Duncker & Humblot (Berlin) gedruckt.
1931 musste das Berliner Institut aus dem Stadtschloss ausziehen, da die Räume anderweitig benötigt wurden. Es fand neue Räume in Haus Kurfürstenstraße 55 und kam so in die Nachbarschaft der Japanischen Botschaft und der Deutsch-Japanischen Gesellschaft, die beide in der nahe gelegenen Ahornstraße ihren Sitz hatten. 1938 zog man in die Brückenallee 10 um.
Von 1931 bis 1934 war Kuroda Genji der japanische Direktor. Ab 1934 war Tomoeda Takahiko als japanischer Direktor tätig, von 1938 bis 1939 übernahm Araki Mitsutarō die japanische Leitung. Als deutscher Direktor fungierte ab 1934 Martin Ramming, der bereits vorher für die Bibliothek zuständig war. Er hatte dieses Amt bis zur Auflösung im Jahre 1945 inne. Der deutsche Gründungspräsident Haber wurde 1929 von Solf abgelöst. Nach dessen Tode folgten Admiral Paul Behncke (1866–1937) und Admiral Richard Foerster (1879–1952).
Mit der Machtübernahme Hitlers 1933 kam es allmählich zur Veränderung der ideologischen Ausrichtung. Auf japanischer Seite wurde die Treue zum Kaiser beschworen, was auf der deutschen Seite auf Hitler übertragen wurde.
Mit dem Ende des Zweiten Weltkriegs stellte das Institut seine Arbeit ein. Teile der Bibliothek kamen über die „Westdeutsche Bibliothek“ in Marburg an das Japanologische Seminar der Ruhr-Universität Bochum.

## Veröffentlichungen (Auswahl)
- Tsudzumi Tsuneyoshi[A 2]: Die Kunst Japans. Leipzig: Insel-Verlag, 1929.
- Kanekogi, Kazunobu: Der Geist Japans. Leipzig: Verlag der "Asia Major" Dr. Bruno Schindler, 1930.
- Siebold, Philipp Franz von: Nippon. Vollständiger Nachdruck der Urausgabe. Ernst Wasmuth 1930, 1931.
- Ramming, Martin: Reisen schiffbrüchiger Japaner im 18. Jahrhundert.  Berlin-Lankwitz : Würfel-Verlag, 1931.
- Schepers, Hansjulius: Japans Seefischerei; eine wirtschaftsgeographische Zusammenfassung. Breslau: F. Hirt, 1935.
- Tsudzumi Tsuneyoshi: Japan, das Götterland. Leipzig: Insel-Verlag, 1936.
- Kitayama Junyu[A 3]: West-östliche Begegnung. Japans Kultur und Tradition. W. de Gruyter, 1941.
- Schwind, Martin: Die Gestaltung Karafutos zum japanischen Raum. Gotha: Justus Perthes, 1942.
- Nishida Kitarō: Die Intelligible Welt. Übersetzt von Robert Schinzinger. Berlin: W. de Gruyter, 1943.
- Kitayama Junyu: Heroisches Epos. Das Heldische in Japan. Berlin: W. de Gruyter, 1944.